# A.S.A.P.
A.S.A.P. – brytyjska grupa rockowa założona w 1989 przez gitarzystę Iron Maiden – Adriana Smitha.

## Historia
Adrian Smith założył A.S.A.P. w 1989, po odbyciu z Iron Maiden niespełna rocznej trasy koncertowej promującej album Seventh Son of a Seventh Son. Do nowego przedsięwzięcia zaprosił swoich przyjaciół, z którymi grał wcześniej w Urchin i The Entire Population of Hackney – gitarzystów Andy'ego Barnetta i Dave'a Colwella. Do zespołu miał przyłączyć się także perkusista Iron Maiden, Nicko McBrain, lecz zrezygnował, ze względu na zbliżający się własny ślub. Jego miejsce zajął Zak Starkey.
Grupa, wziąwszy do współpracy dodatkowo basistę Robina Claytona i klawiszowca Richarda Younga, nagrała swój pierwszy i jedyny album – Silver and Gold. Nie spełnił on jednak oczekiwań przyzwyczajonych do heavymetalowych brzmień fanów Adriana Smitha. Płyta zawierała kompozycje stylem przypominające raczej muzykę pop, czy adult contemporary niż utwory, które Smith tworzył dla Urchin i Iron Maiden. Silver and Gold okazała się komercyjną klapą, a założyciel grupy wkrótce odszedł z Iron Maiden.
Grupa odbyła jeszcze trasę koncertową pod nazwą The Untouchables, po czym rozpadła się w 1992.

## Skład
- Adrian Smith - śpiew, gitara prowadząca i rytmiczna
- Andy Barnett - śpiew, gitara prowadząca, rytmiczna i slide
- Dave Colwell - śpiew, gitara rytmiczna i prowadząca
- Robin Clayton - gitara basowa
- Richard Young - keyboard
- Zak Starkey - perkusja

## Dyskografia

### Albumy studyjne
- Silver and Gold (1989)

### Single
- "Silver and Gold"
- "Down the Wire"